# Галещинське родовище
Галещинське родовище (Кременчуцьке) — залізорудне родовище Кременчуцької магнітної аномалії (Саксаганська світа), не розробляється — резервна сировинна база, містить серед окислених залізистих кварцитів багаті, переважно мартитові, мартито-гематитові, частиною карбонатизованні, руди з середнім вмістом Fe 58,2 %. Багаті руди складають незначні по розмірах пластоподібні, лінзоподібні і неправильної форми тіла серед залізистих кварцитів, що піддалися древньому вивітрюванню. Розвідані запаси 220 млн т. По падінню рудні тіла багатих руд просліджуються до 1000 м.
З метою розробки родовища у грудні 2009 року створена компанія «Біланівський ГЗК». Розробка планується шахтним способом.